# Międzyzdroje
Międzyzdroje é um município da Polônia, na voivodia da Pomerânia Ocidental e no condado de Kamień. Estende-se por uma área de 4,50 km², com 5 417 habitantes, segundo os censos de 2016, com uma densidade de 1203,8 hab/km².